# Sebastian Mrowca
Sebastian Mrowca (* 16. Januar 1994 in Agatharied, Deutschland) ist ein polnischer Fußballspieler, der zuletzt bei Preußen Münster unter Vertrag stand.

## Karriere
Mrowca, in Agatharied geboren und im Teil der oberbayerischen Gemeinde Hausham aufgewachsen, wurde von 2009 bis 2013 als zentraler Mittelfeldspieler in der Jugendabteilung des FC Bayern München ausgebildet, wobei er 20 B-Junioren-Bundesligaspiele (drei Tore) und 31 A-Junioren-Bundesligaspiele (vier Tore) bestritt und die U19-Mannschaft als Mannschaftskapitän ins Halbfinale der Endrunde um die deutsche A-Junioren-Meisterschaft 2013 führte.
Zur Saison 2013/14 wechselte er ablösefrei zum Zweitligisten FC Energie Cottbus, bei dem er einen bis zum 30. Juni 2016 gültigen Vertrag erhielt. Am 22. Juli 2013 (1. Spieltag) gab er sein Debüt im bezahlten Fußball, als er mit der Mannschaft mit 0:1 im Auswärtsspiel gegen Fortuna Düsseldorf verlor. Nachdem er sich Anfang Oktober 2013 zum zweiten Mal nach 2011 das Kreuzband gerissen hatte, kam er für die zweite Mannschaft letztendlich nur zu drei Punktspielen in der Oberliga Nordost.
Zur Saison 2014/15 wechselte Mrowca zum Drittligisten SV Wehen Wiesbaden, wo er sich zunächst einen Stammplatz erkämpfte. Im April 2016 erlitt er erneut einen Kreuzbandriss im rechten Knie und fiel zehn Monate aus. Sein Comeback gab er am 4. März 2017 beim 2:1-Sieg gegen den VfL Osnabrück. Am Ende der Saison 2016/17 wurde sein auslaufender Vertrag bis zum 30. Juni 2018 verlängert. Konstant gute Leistungen führten in der Folgesaison zu einer vorzeitigen Vertragsverlängerung bis Saisonende 2020/21. In dieser Zeit gewann Mrowca mit dem Verein insgesamt drei Mal den Hessenpokal.
Auch nach dem Abstieg der Wiesbadener blieb der inzwischen 27-Jährige der Mannschaft um Cheftrainer Rüdiger Rehm erhalten. Trotz einer schwereren Verletzung verlängerte Mrowca seinen Kontrakt bis 2023; dieser wurde jedoch über das Saisonende hinaus nicht verlängert.
Im Sommer 2023 wechselte er innerhalb der Liga zum Aufsteiger Preußen Münster. In seiner ersten Saison, die er für Preußen Münster bestritt, gelang ihm der Aufstieg in die 2. Fußball-Bundesliga. Nach der Saison 2024/25 verließ Mrowca Preußen Münster.

## Nationalmannschaft
Mrowca sammelte internationale Erfahrung in vier U19- und zwei U20-Länderspielen für Polen. Im März 2016 wurde er in den erweiterten Kader der U21-Nationalmannschaft berufen. Zu Einsätzen kam er aufgrund seiner Kreuzbandverletzung aber nicht mehr.

## Erfolge
SV Wehen Wiesbaden
- Hessenpokalsieger: 2017, 2019, 2021
- Aufstieg in die 2. Bundesliga: 2020

Preußen Münster
- Aufstieg in die 2. Bundesliga: 2024

## Sonstiges
Er besitzt nur die polnische Staatsbürgerschaft, beabsichtigt jedoch die deutsche Staatsbürgerschaft zu beantragen. Sein zwei Jahre älterer Bruder Patryk ist ebenfalls Fußballspieler; in der Saison 2014/15 spielte er für den in Kolkwitz ansässigen Kolkwitzer SV.